# دلتا الفولجا

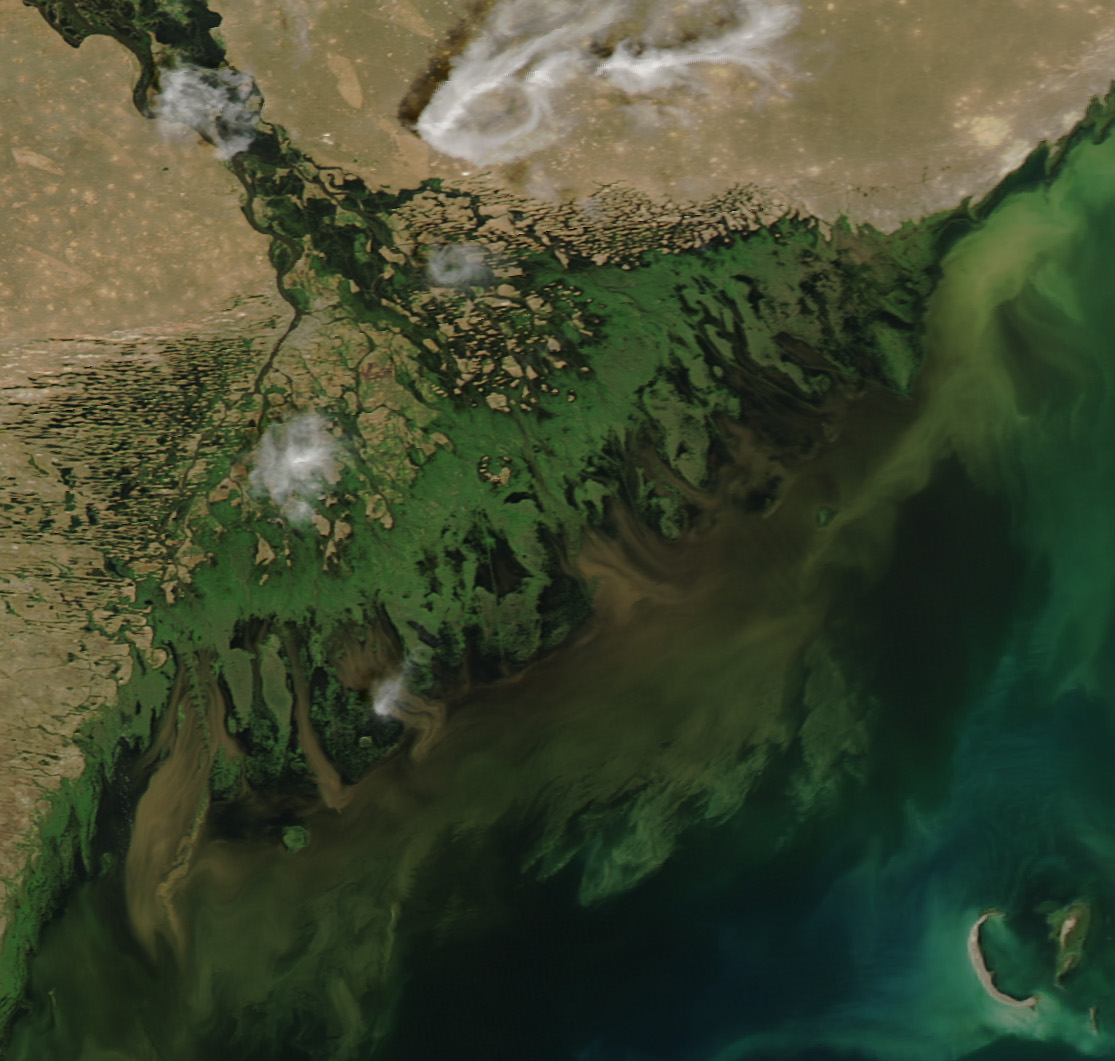
دلتا الفولجا وشمال غرب بحر قزوين. في حين أن معظم اللون الأخضر الذي يظهر في هذه الصورة يبدو أنه طين مخفف، فقد يكون بعضها عبارة عن عوالق نباتية أو أزهار طحالب، خاصة في الزاوية اليمنى السفلية من الصورة.

دلتا الفولغا Volga Delta هي أكبر دلتا أنهار في أوروبا، وتحدث حيث يصب أكبر نظام نهري في أوروبا، نهر الفولجا في بحر قزوين في منطقة أستراخان أوبلاست الروسية في شمال شرق جمهورية قلميقيا. تقع الدلتا في منخفض بحر قزوين، حيث يقع الجزء الشرقي الأقصى من الدلتا في كازاخستان. تصب الدلتا في بحر قزوين حوالي 60 كـم (37 ميل) المصب من مدينة استراخان.
نمت دلتا الفولغا بشكل ملحوظ في القرن العشرين بسبب التغيرات في مستوى بحر قزوين. عام 1880 كانت مساحة الدلتا 3,222 كـم2 (1,244 ميل2). تغطي دلتا نهر الفولغا اليوم مساحة قدرها 27,224 كـم2 (10,511 ميل2) وحوالي 160 كـم (99 ميل) .
تقع الدلتا في منطقة مناخية قاحلة تتميز بقلة هطول الأمطار. تتلقى المنطقة أقل من بوصة واحدة من الأمطار في يناير ويوليو في السنوات العادية. غالبًا ما تجتاح الرياح القوية الدلتا وتشكل كثبانًا خطية. على طول الجزء الأمامي منها، سيجد المرء المياه الضحلة الرملية الموحلة، والسهول الطينية، وضفاف صخور رسوبية من شكل كوكينا.

## المناطق الثلاث
نتج عن المستوى المتغير لبحر قزوين ثلاث مناطق متميزة في الدلتا.
تُعرف المناطق الأعلى من المنطقة الأولى باسم «تلال باير»، والتي سميت على اسم الباحث كارل إرنست فون باير الذي عمل في هذه المنطقة. هذه التلال عبارة عن تلال خطية من الرمال الطينية، تتراوح من 5 إلى 22 م (16 إلى 72 قدم) في الارتفاع، بمتوسط حوالي 8 م (26 قدم). هم بين 0.4 و 10 كـم (0.25 و 6.21 ميل) في الطول. يوجد بين تلال باير المنخفضات التي تمتلئ بالماء وتصبح إما خلجانًا عذبة أو مالحة؛ يتراوح الارتفاع من قاع المنخفض إلى قمة التلة المجاورة له من 10 إلى 15 م (33 إلى 49 قدم). هذه المنخفضات، التي تسمى " ilmens " (من الروسية إلى الفنلندية، «بحيرة صغيرة»، كما في بحيرة إيلمين الروسية)، كانت تشكل جزءًا من دلتا النهر العميقة جدًا المبكرة ولكنها انفصلت عنها تدريجيًا. بسبب عزلهم عن المياه العذبة لنهر الفولغا، فقد أصبحوا مالحين بشكل متزايد. معا يشكلون "واسعة (أكثر من 300 كـم2 (120 ميل2)) ومنطقة متنوعة للغاية من سوبيب ilmens الغربي (WSI) "والتي، بسبب درجات متفاوتة من الرطوبة والتملح، تضم ثروة من النباتات والحيوانات. لا يزال أصل هذه التلال ilmens موضع نقاش: فالتقرير المبكر بأنها تشكلت بفعل الرياح (الريح) أصبح الآن غير مصداقية، والآن يُعتقد أنها نشأت إما تحت الماء أو من خلال تدفق النهر. 
المنطقة الثانية، في الدلتا نفسها، تحتوي بشكل عام على القليل جدًا من التضاريس (عادةً أقل من متر واحد)، وهي موقع قنوات مائية نشطة ومهجورة، والكثبان الصغيرة، ومسطحات الطحالب.
المنطقة الثالثة تتكون من مساحة عريضة تمتد حتى 60 كـم (37 ميل) بعيدًا عن الشاطئ، وهو جزء الغواصة من الدلتا.

## الحياة البرية
تمت حماية الدلتا منذ بدايات القرن ال20، حيث تم إنشاء واحدة من أول المحميات الطبيعية الروسية (محمية أستراخان الطبيعية) هناك في عام 1919. تعتبر الكثير من حيواناتها المحلية مهددة بالانقراض. تعتبر الدلتا منطقة تجمع رئيسية للعديد من أنواع الطيور المائية والطيور الجارحة والجواثم. على الرغم من أن الدلتا تشتهر بسمك الحفش، إلا أن سمك السلور والكارب الشبوطي يوجد أيضًا بأعداد كبيرة في منطقة الدلتا. تم تبني زهرة اللوتس كعنصر للعلم الوطني لكالميكس المجاورة، لأنها رمز موقر في معتقداتهم البوذية - فهم الشعب الأوروبي الوحيد من أصل منغولي (أويرات).

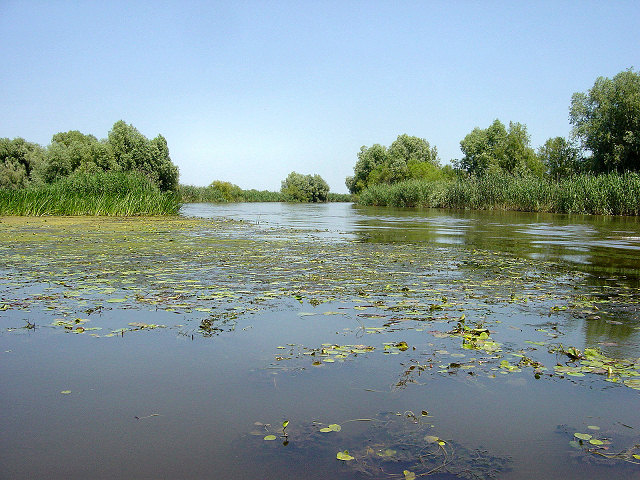
دلتا الفولغا هي المكان الوحيد في روسيا حيث يمكن العثور على طيور النحام.

## الحماية والدمار
أدى التعديل الصناعي والزراعي لسهل الدلتا إلى خسارة كبيرة في الأراضي الرطبة. بين عامي 1984 و 2001، فقدت الدلتا 277 كـم2 (107 ميل2) من الأراضي الرطبة، أو ما يقرب من 16 كـم2 (6.2 ميل2) في السنة من أسباب طبيعية ومن صنع الإنسان. يصرف نهر الفولغا كميات كبيرة من النفايات الصناعية والرواسب في الجزء الشمالي الضحل نسبيًا من بحر قزوين. تعمل الأسمدة المضافة على تغذية الطحالب التي تنمو على سطح البحر، مما يسمح لها بالنمو بشكل أكبر.

## الروابط الخارجية
- دلتا نهر الفولجا في مرصد الأرض التابع لناسا
- فولغا دلتا في صندوق حماية التراث الطبيعي